# رضا الزنجاني
السيد رضا الزنجاني (بالفارسية: سيد رضا موسوي زنجاني) (وُلِدَ في زنجان عام 1902، توُفِّيَ 4 يناير 1984) كان فقيه شيعي إيراني آذري، عارض استبدادية الشاه محمد رضا بهلوي ثمّ عارض الحكومة الدينية الّتي أسّسها روح الله الخميني و أتباعه بعد الثورة الإسلامية الإيرانية. نشط في السياسة، مؤيّداً لرئيس الوزراء محمد مصدق، وبعد أن أُقِيْل محمد مصدق في انقلاب 1953، دعى حركات المعارضة الوطنية والدينية أن تنضمّ إلى حركة المقاومة الوطنية.
في سنين ما قبل الثورة الإيرانية الإسلامية عام 1979، قيل أنّه «أبقى على علاقات قريبة مع «الجبهة الوطنية الإيرانية» (بالفارسية:جبهه ملي إيران) ذات التوجهات العلمانية إضافة إلى «حركة النهضة الإيرانية» (بالفارسية: نهضت آزادي إيران) ذات التوجّهات الدينية». وأيّد الملكية الدستورية لإيران، مع أصوات آيات الله الكلبايكاني ومحمدكاظم شريعتمداري، متضمّنة شروط دستور 1906 الأصلية بوجوب موافقة لجنة من العلماء الشيعة على أيّ تشريع.
لمّا نصّب دستور الثورة الإيرانية الإسلامية قاضٍ شيعياً كمرشد أعلى، عارض ذلك رضا الزنجاني. وقال في جمهورية إيران الإسلامية وقائدها في أوائل عام 1981:

«الاحتكار المطلق للتحكيم في أمور القضاء والشرع الّذي تثبّت في إيران يعترض مع الإسلام. فألقاب «المرشد» و «المرشد الأعلى» ليست إسلامية. ولا يمكن مقارنة الكنيسة الكاثوليكية بإمامة الشيعة وأيّ ادّعاء من هذا القبيل غير إسلامي.
"
و

«في رأي كلّ المفسّرين والعلماء من الإمامة، أنّ ولاية الفقيه في صورتها غير المحدودة استناداً لآية «أطيعوا... أولي الأمر منكم» هو أمرٌ يقتصر على الإمامة المعصومة لأنّه من غير المعقول أن يعطي الله الحكيم ذات الصلاحيات لغير المعصومين من الناس»

أيّد ولاية الفقيه، معتبراً حكم الفرد المطلق في أمور الشرع في إيران «مفرط ومُضِرّ» 
كان طالباً قريباً لعبد الكريم الحائري اليزدي مؤسّس حوزة قم، وكان رئيس مكتبه.
وكان يؤمن بالتقارب مع أهل الكتاب من يهود ونصارى.